# Pteropus loochoensis
Pteropus loochoensis är en möjligtvis utdöd art av flyghundar. Olika studier klassificerade arten som underart eller synonym till Pteropus mariannus som dok lever längre söderut på Marianerna.
Exemplar av arten hittades vid slutet av 1800-talet på den japanska ön Okinawa. Den vetenskapliga beskrivningen utfördes 1870 av John Edward Gray.
Inget är känt om populationens storlek och möjliga hot. IUCN listar arten med kunskapsbrist (DD).